# Frank Serpico
Francesco Vincent Serpico (Brooklyn, Nueva York, 14 de abril de 1936) es un oficial retirado del Departamento de Policía de Nueva York (NYPD), que adquirió fama por sus denuncias sobre la corrupción generalizada en el departamento y, en 1971, por convertirse en el primero en declarar como testigo en un juicio contra la corrupción policial.

## Infancia y juventud
Frank Serpico nació en Brooklyn, y fue el hijo menor de Vincenzo y Maria Giovanna Serpico, dos inmigrantes italianos de Marigliano (Nápoles), Campania. A la edad de 18 años se alistó en el Ejército de los Estados Unidos y pasó dos años en Corea del Sur. Luego trabajó como investigador privado a la vez que como consejero juvenil, mientras asistía a la universidad.

## Serpico en los medios
Serpico, una biografía de Peter Maas, vendió más de 3 millones de copias. Fue adaptada para el cine en la producción de 1973 titulada Serpico, dirigida por Sidney Lumet e interpretada por Al Pacino en el papel principal. En 1976 David Birney interpretó a Serpico en una película para la televisión titulada The Deadly Game, transmitida por NBC. Esto condujo a una serie de televisión de corta vida, Serpico, emitida por la misma cadena de televisión.